# Comuna Novoorihivka, Lubnî
Novoorihivka (în ucraineană Новооріхівка) este o comună în raionul Lubnî, regiunea Poltava, Ucraina, formată din satele Novoorihivka (reședința), Romodan și Velîcikivka.

## Demografie
Componența lingvistică a comunei Novoorihivka
     Ucraineană (96,86%)
     Rusă (1,98%)
     Alte limbi (0,95%)
Conform recensământului din 2001, majoritatea populației comunei Novoorihivka era vorbitoare de ucraineană (96,86%), existând în minoritate și vorbitori de rusă (1,98%).